# Garatshausen
Garatshausen ist ein Gemeindeteil von Feldafing im oberbayerischen Landkreis Starnberg.

## Lage
Das Dorf Garatshausen liegt am südlichen Rand der Gemeinde. Seine Bebauung westlich der Staatsstraße 2063 ist mit der im Süden angrenzenden Bebauung der Gemeinde Tutzing verbunden.

## Geschichte

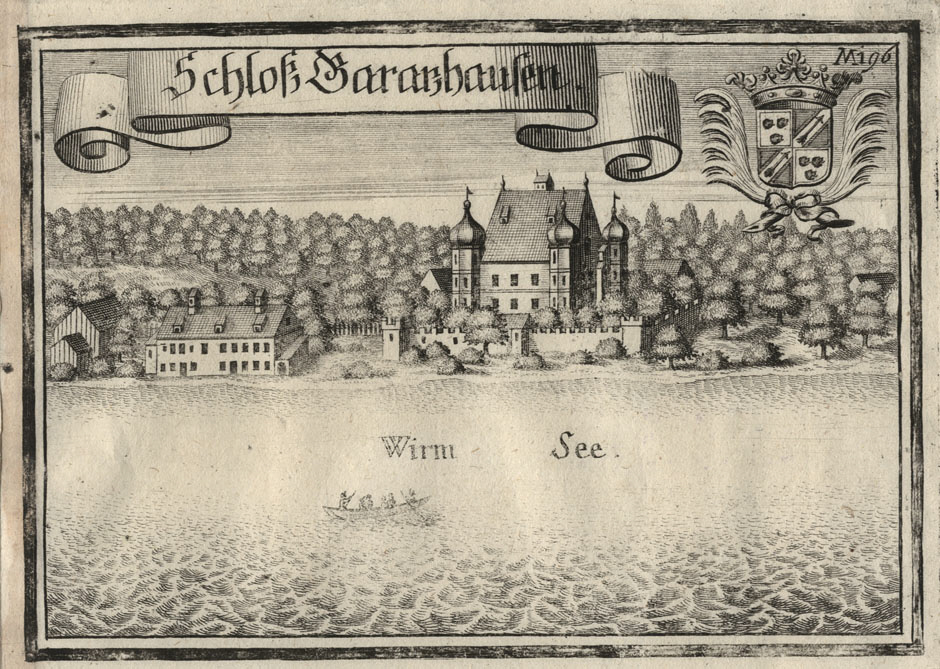
Schloss Garatshausen auf einem Stich von Michael Wening

Die erste urkundliche Erwähnung Garatshausens liegt mehr als 1250 Jahre zurück und lautet „Kararshusa“. Entweder kommt der Ortsname vom bajuwarischen Personennamen Karar/Garad oder von einem vordeutschen Wort mit Kar-Wurzel (‚steiniger Hang‘).
Im 15. Jahrhundert gehörte Garatshausen, damals aus einem Hof und zwei Mühlen bestehend, dem bayerischen Herzog Albrecht IV., der den Ort 1494 Kaspar Weiler überließ. 1565 erhielt Weiler für Garatshausen und den dazugehörigen Ort Feldafing das Hofmarksprivileg. Nach Weiler gehörte der Ort den Familien Schrenck von Notzing, Vieregg und Basselet von La Rosée, bis 1834 Herzog Max in Bayern Schloss und Hofmark erwarb.
1867 übergab der Herzog Schloss Garatshausen an seinen Sohn Ludwig, der es drei Jahre später an seine Schwester Marie, der Gemahlin des letzten Königs beider Sizilien, Franz II., veräußerte. 1887 übernahm eine weitere Tochter von Herzog Max, Helene, die Witwe des Erbprinzen Maximilian Anton von Thurn und Taxis, den Besitz. Nach Plänen von Max Schultze, dem Hausarchitekten des Hauses Thurn und Taxis, wurde in den folgenden Jahren das Gebäude grundlegend renoviert und wenig entfernt entstand ein repräsentativer Neubau im neubarocken Stil. Ein Arkadenbau verbindet die beiden Gebäude. Die Mitte dieser Brücke bildet die 1888 erbaute Schlosskapelle.
1951 erwarb der Landkreis Starnberg das Neue Schloss, um es als Altenheim zu nutzen. Das Alte Schloss Garatshausen ist bis heute im Besitz der Familie Thurn und Taxis.
Vom 16. bis zur Mitte des 19. Jahrhunderts war das Dorf Feldafing nur ein relativ unbedeutender Teil der alten Hofmark Garatshausen. Heute ist Garatshausen mit der Nachbargemeinde Tutzing zusammengewachsen und bildet einen Gemeindeteil von Feldafing, so dass sich die früheren rechtlichen Abhängigkeitsverhältnisse nun umgekehrt darstellen.
Straßenbezeichnungen wurden erst 2006 eingeführt. Vorher hatten alle Anwesen lediglich eine Hausnummer, die in der Regel fortlaufend nach dem Erbauungszeitraum vergeben wurden (Konskriptionsnummer).

## Hans Albers
Im Jahr 1933 kaufte Hans Albers ein über 27.000 Quadratmeter großes Anwesen auf dem sogenannten Garatshauser Mühl- oder Müllerbergl, das früher den Namen Kalvarienberg trug, erwarb, das bis dahin die jeweiligen fürstlichen Schlossverwalter des Garatshausener Schlosses bewohnten. Nach seinem Tod im Jahre 1960 beanspruchten zunächst seine drei in Hamburg lebenden Schwestern das Anwesen. Die Lebensgefährtin von Hans Albers, Hansi Burg-Blydt, wurde erst nach jahrelangen Erbstreitigkeiten alleinige Eigentümerin. Sie verkaufte 1971 das gesamte Areal an den Freistaat, der es 1978 dem Landwirtschaftsministerium übertrug. Im Jahr 2020 wurden Gebäude und Park unter Denkmalschutz gestellt und im selben Jahr von der TU München erworben.

## Persönlichkeiten
- Franz II. (1836–1894), letzter König von Sizilien und lebte zeitweise im Garatshausener Schloss
- Hans Albers (1891–1960), deutscher Schauspieler und Sänger, lebte bis zu seinem Tod hier
- Adolf Wohlbrück (1896–1967), österreichischer Schauspieler, lebte bis zu seinem Tod hier